# Ritratto di Fortunato Martinengo Cesaresco
Il ritratto di Fortunato Martinengo Cesaresco è un dipinto a olio su tela (113,6x93,9 cm) del Moretto, databile al 1542 e conservato nella National Gallery di Londra.
L'opera è tra le più note del Moretto e il simbolo, per eccellenza, del suo impegno come ritrattista. Il dipinto segna un capitolo importante sia nell'arte del pittore in quanto a resa cromatica e compositiva, con evidenti influenze da Lorenzo Lotto, sia nella concezione di ritratto in ambito veneziano, improntato su un tono prevalentemente rilassato che influenzerà le successive correnti artistiche in materia.

## Storia
La più antica menzione nota del dipinto si trova negli inventari di metà Ottocento della collezione del conte Teodoro Lechi: nell'archivio della famiglia sono registrati l'acquisto dell'opera avvenuto a Brescia il 19 settembre 1843 e la successiva vendita il 9 gennaio 1854 a Charles Henfrey di Torino, città nella quale il Lechi visse come esule dal 1849 al 1859.
Cecil Gould, nel 1975, dà notizia di alcuni documenti conservati nell'archivio della galleria londinese, i quali attesterebbero che, proprio nel 1843, la contessa Marzia Martinengo Cesaresco aveva venduto il dipinto al Lechi, che ne aveva sposato la figlia Clara.
L'opera viene vista nella Collezione Henfrey di Torino da Otto Mündler nel 1856 e nel 1858 passa definitivamente, per acquisto, alla collezione della National Gallery londinese.
Il dipinto, da sempre in buone condizioni, è stato ripulito nel 1973. In quell'occasione, una fotografia a raggi X ha rivelato la presenza di alcuni libri aperti davanti all'uomo, appoggiati su un tavolo davanti al quale sarebbe stato seduto.

## Descrizione
Il ritratto mostra un giovane, riccamente vestito in abiti di velluto ed ermellino, abbandonato su un sedile con il corpo appoggiato sul gomito destro, mentre la mano regge il capo. Il gomito appoggia, tramite due cuscini, su un tavolo sul quale si vedono due guanti, alcune monete un probabile calamaio. Sullo sfondo, una tenda rossa a ricami dorati ricopre una parete marmorea che emerge parzialmente nell'angolo in alto a destra.
Il giovane, dallo sguardo assorto, reca sul capo un cappello con piuma, sul cui risvolto interno è apposta una targhetta con l'iscrizione "ἰoὒ λἲαν πoϑῶ", in lingua greca.

## Stile

### L'identificazione del personaggio
All'ingresso nella galleria londinese, il dipinto viene catalogato con titolo "Ritratto di nobile italiano della famiglia Sciarra Martinengo Cesaresco". L'identificazione con questo personaggio proviene dall'errata lettura del motto greco che il giovane reca scritto sul suo cappello, letto come "TOY ΛIAN ΠOΘΩ", cioè "Ne ho un grande desiderio", in riferimento al conte Sciarra meditante vendetta per l'uccisione del padre, il conte Giorgio, avvenuta a Brescia il 26 ottobre 1546. Quest'ultimo infatti, come narra lo storico Ottavio Rossi nel 1620, "fu assalito et morto appresso al Foro mercantile (Piazza Tebaldo Brusato) dal conte Alovisio Avogadro con grossa schiera di armati" e, nonostante la schiacciante disparità, "sostenne ugualmente i feritori, et le ferite con gli occhi fissi, né gli schivò, né si chinò se non cadendo trafitto da tredici pugnalate, et da due palle di pistola. Fu rara l'intrepidezza, et lo scherno col quale rimproverò, di soperchieria, et ingiurò di parole mordaci l'Avogadro. Chiuse la vita con una sentenza greca, della qual lingua fu dottissimo". Il figlio Sciarra, che a quel tempo si trovava in Francia, udita la notizia tornò velocemente a Brescia ma, trovando che Aloisio era ormai fuggito, si vendicò uccidendo un altro membro della famiglia Avogadro. La rivolta della città nei suoi confronti lo costrinse però a scappare subito dopo e a tornare in Francia, dove morì per mano degli ugonotti.
I primi critici che analizzano il ritratto (Pietro Da Ponte nel 1898, Pompeo Molmenti nel medesimo anno e altri) si dimostrano però dubbiosi nell'identificare il conte Sciarra nel giovane dipinto, non riuscendo a immaginare come il Moretto avesse avuto il tempo materiale "di tenere a modello il fierissimo giovane" in quel periodo sicuramente di tumulto. Pietro Da Ponte, di conseguenza, pensa che l'uomo raffigurato sia il conte Giorgio "il quale, ancora giovane, sotto l'impressione di un affanno o di qualche segreta cura, volle accennarvi col motto greco; e si direbbe che dalla fisionomia traspare un pensiero malinconico piuttosto che fiera smania di vendetta". Anche a Pompeo Molmenti questo giovane "che appoggia sulla destra la bella testa pensosa, dalla fronte mesta da serena" non sembra che riveli alcun truce proposito di vendetta.
Joseph Archer Crowe e Giovanni Battista Cavalcaselle, invece, accettano senza discuterla l'identificazione tradizionale di Sciarra e vedono nell'opera influenze da Lorenzo Lotto. Il primo ad accorgersi che il motto greco dipinto sulla tela non coincideva con quello visto dalla tradizione è William Dickes nel 1893, che correttamente legge "ιoυ" al posto di "τov" ma interpreta la frase come "ἺOY ΛÌAN ΠOΘὭ", cioè "Ho desiderio di Giulia", personaggio che lo studioso identifica con una certa Giulia Pozzo moglie di Giacomo Gromo di Ternengo, proponendo quest'ultimo come l'uomo effigiato nel ritratto. Tale identificazione viene accettata anche dalla National Gallery, che la utilizza per catalogare il dipinto negli inventari tra il 1898 e il 1912, anno in cui torna alla versione tradizionale di Sciarra Martinengo Cesaresco.
L'identificazione con il conte Sciarra, comunque, è oggi da ritenersi priva di fondamento. Cecil Gould, nel 1975, fa notare che la foggia dell'abito indossato dal giovane è quella in voga tra il 1535 e il 1545 e che lo stile del dipinto si accorda molto bene con quello praticato dal Moretto in quegli anni. Meno adattabili, invece, sono i riscontri biografici attinenti al Sciarra: non è nota la data della sua nascita poiché, essendo figlio naturale, le fonti antiche tacciono sull'argomento. Dando credito al racconto di Ottavio Rossi, però, la sua nascita va fissata tra il 1529 e il 1541 per far coincidere la sua permanenza come paggio alla corte di Enrico II, che regnò tra il 1547 e il 1559. Noto inoltre che fu elevato a cavaliere di San Michele per mano dello stesso Enrico II "non essendo appena a i diciotto anni", il tutto porterebbe a collocare il dipinto oltre il 1546, troppo avanti sia per i riscontri nella moda degli abiti, sia per quelli stilistici.
Più accettabile diventa pertanto l'ipotesi avanzata da Camillo Boselli nel 1954, che suggerisce di identificare il dipinto con quello registrato in un inventario del Seicento, conservato nell'Archivio storico di Brescia, riguardante i beni della casata Martinengo e che designa il personaggio raffigurato come "co: Fortunato Martinengo". Il Boselli propone quindi di datare l'opera al 1542, anno del matrimonio tra Fortunato Martinengo Cesaresco e Livia d'Arco, soprattutto stando al motto greco dipinto sul cappello del giovane che, correttamente scritto "ἰoὒ λἲαν πoϑῶ" e tradotto "ahi, troppo desiderio", si adatta bene come frase rivolta a Livia, qualificando il dipinto come "il ritratto di un fidanzato o di un giovane sposo [...] da inviarsi o da regalare alla donna, fidanzata o fresca sposa che sia, ed in questo caso si spiega benissimo quel senso melanconico, più esterno che interno, di abbandono che il ritratto dimostra, tanto più facile da assumersi da un individuo fortemente impregnato di cultura classica come appare il nobile bresciano, e quindi cognito di tutta la poesia amorosa sia classica sia a lui contemporanea". Fortunato Martinengo Cesaresco, oltretutto, era nato nel 1512 e al momento del matrimonio aveva trent'anni, età calzante con quella dimostrata nel ritratto.

### Stile dell'opera
I valori formali del dipinto sono colti attentamente da Adolfo Venturi nel 1929, che vi vede la fastosità presente nelle opere del Moretto "più ricche di splendore cromatico, che raggiunge note molto alte sui cuscini d'un rosa violaceo stinto, orlati d'oro vecchio; sulla veste di velluto verde azzurro con ricami e bottoni d'oro, sul manto d'ermellino, sul berretto nero con moschette auree e piume bianco azzurre. Stacca la figura dalla cortina a grandi fiorami rosso granato su trame d'oro; e il roseo volto, come l'oro leggero della tenda e il delicato rosa dei cuscini, si bagna di pallida luce".
L'analisi di György Gombosi, nel 1943, si concentra in particolare sull'importante posizione che il dipinto assume sia nell'arte del Moretto, sia nella concezione generale del ritratto di ambito veneziano, soprattutto sotto l'influenza di Jacopo Palma il Vecchio e Lorenzo Lotto. Lo studioso pone in sequenza l'Autoritratto come David di Giorgione (perduto, noto tramite incisione di Wenceslas Hollar), l'Uomo dal guanto di Tiziano e il Poeta sognatore di Palma il Vecchio e constata "il crescente approfondimento nell'espressione di un passivo rilassamento, nella misura in cui si fa presente il motivo tipico del riposo. All'inizio è semplicemente la mano che riposa sul parapetto, poi viene appoggiato il braccio; in Palma il braccio regge una parte del peso del corpo che vi si appoggia e, finalmente, la testa si adagia come nel sonno nelle palme delle mani aperte". Il critico rimarca poi, come altri studiosi prima di lui, l'influenza di Lorenzo Lotto sull'ambientazione del ritratto: tipico del Lotto è "il tavolo con i motivi di natura morta, qui, nel ritratto Martinengo, un paio di guanti, un sigillo, alcune monete e un oggetto un po' strano, forse un calamaio, nella forma di un piede di metallo cavo, calzato da un sandalo".
Pier Virgilio Begni Redona, nel 1988, sottolinea come l'eccessivo riferimento a cadenze veneziane visto dal Gombosi è comunque "mitigato da elementi derivati dalla tradizione lombarda, o veneto-lombarda, diversa dalla tradizione veneziana, quale il berretto con fermaglio ornato, elemento molto presente così in Bartolomeo Veneto come in Romanino e Moretto e del tutto assente dalla tradizione giorgionesca.